# Roger Loysch (1951)
Roger Loysch (Houthalen, 13 november 1951) is een voormalig Belgisch wielrenner. Hij moet niet verward worden met zijn naamgenoot Roger Loysch (1948).

## Levensloop en carrière
Loysch werd prof in 1974 bij MIC. Hij behaalde enkele kleine overwinningen. In 1977 was hij de rode lantaarn in de Ronde van Frankrijk. In 1978 stopte Loysch met wielrennen. 

## Resultaten in voornaamste wedstrijden
| Jaar | Ronde van Italië | Ronde van Frankrijk | Ronde van Spanje |
| ---- | ---------------- | ------------------- | ---------------- |
| 1975 |                  | opgave              |                  |
| 1976 |                  | 82e                 |                  |
| 1977 |                  | 77e (laatste)       |                  |